# کاپیتول ایالت اکلاهما

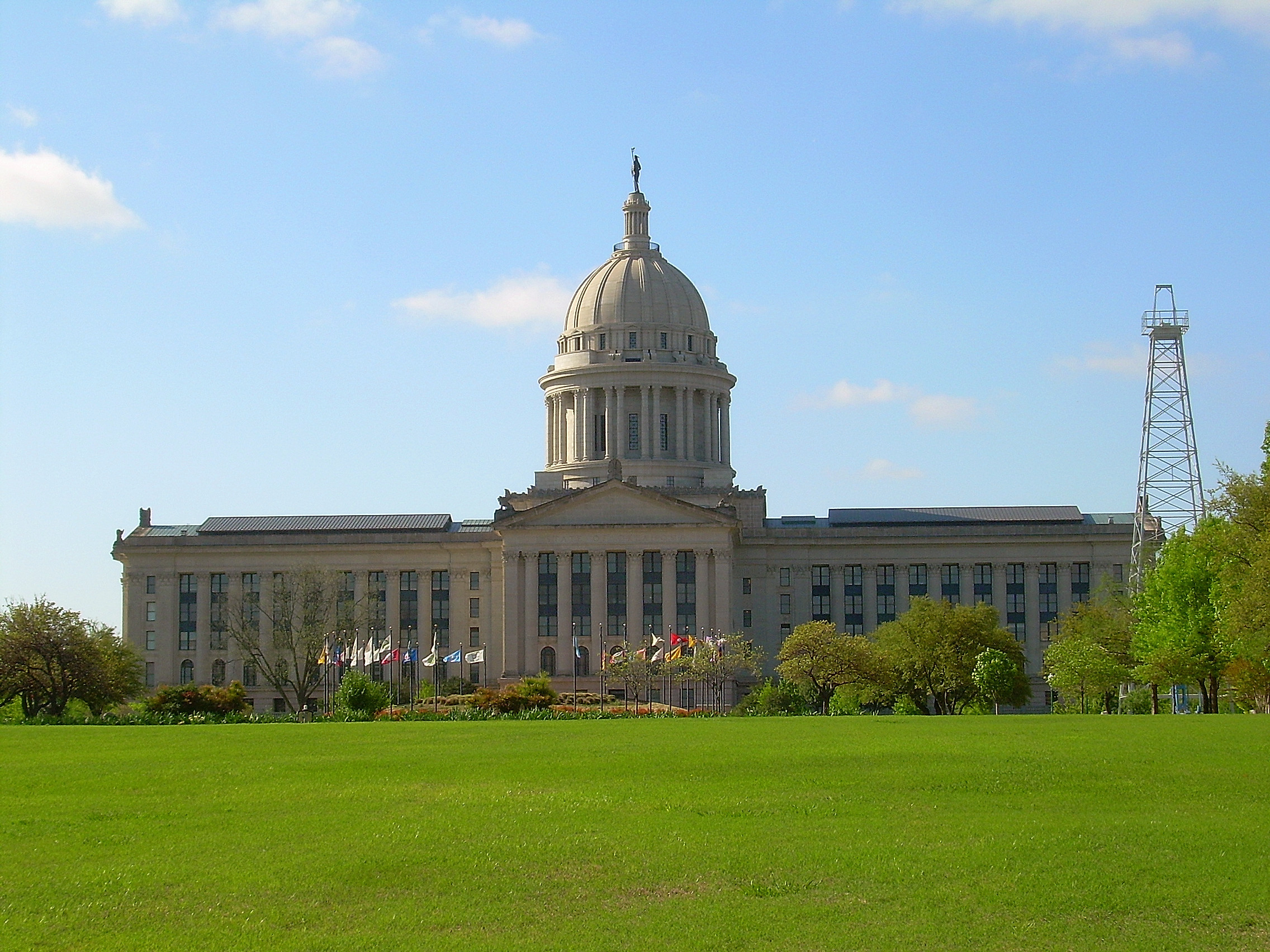

کاپیتول ایالت اکلاهما (Oklahoma State Capitol) بنایی است که شاخه مقننه و عدلیه دولت ایالت اکلاهما در آن قرار دارد.
بنای کنونی در سال ۱۹۱۹ با معماری Layton and Smith ساخته گردید و در اوکلاهوما سیتی قرار دارد.
این بنا خانه دیوان عالی و نیز مجلس نمایندگان و سنای ایالت است.

## نگارخانه

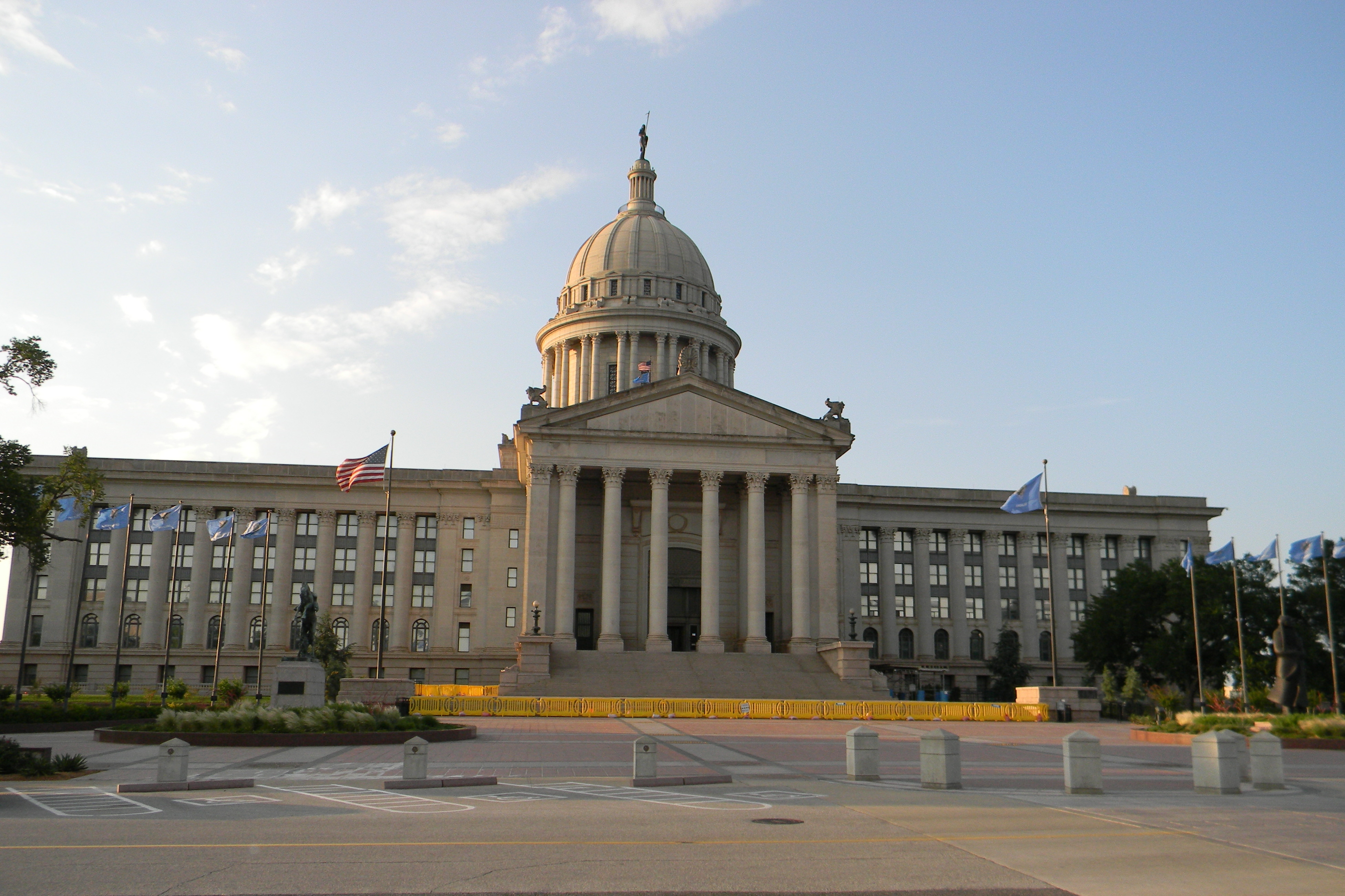
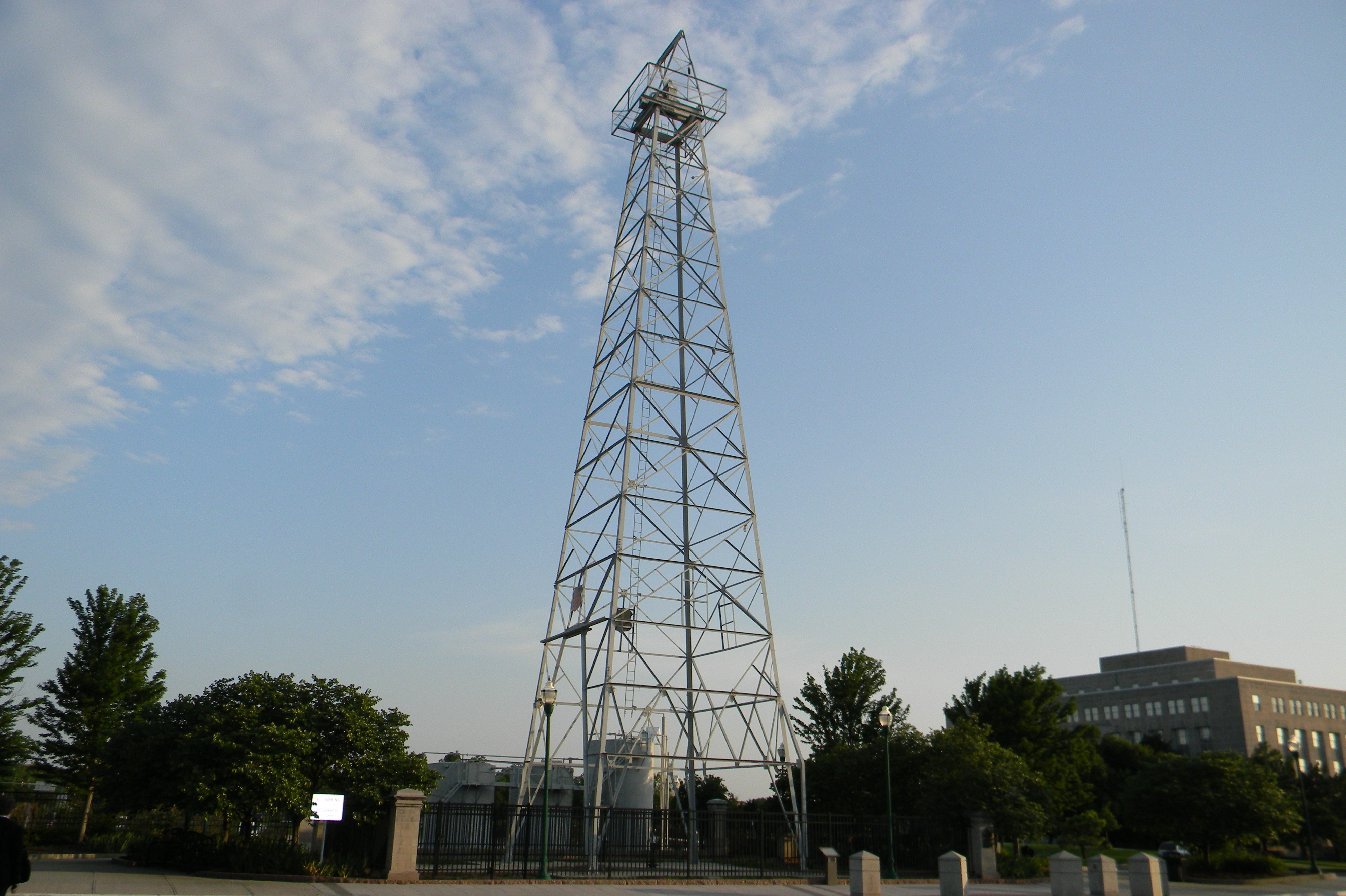
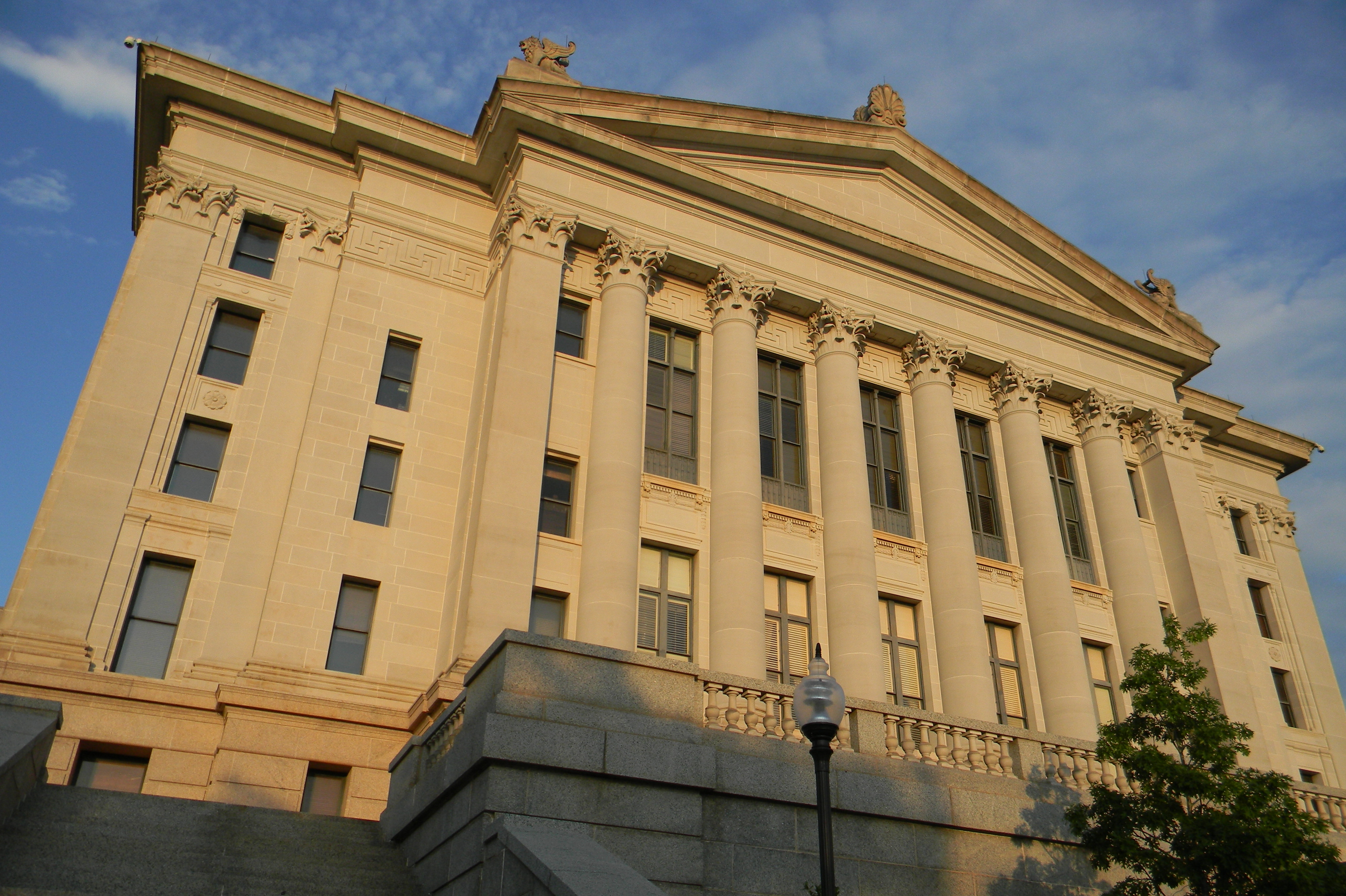
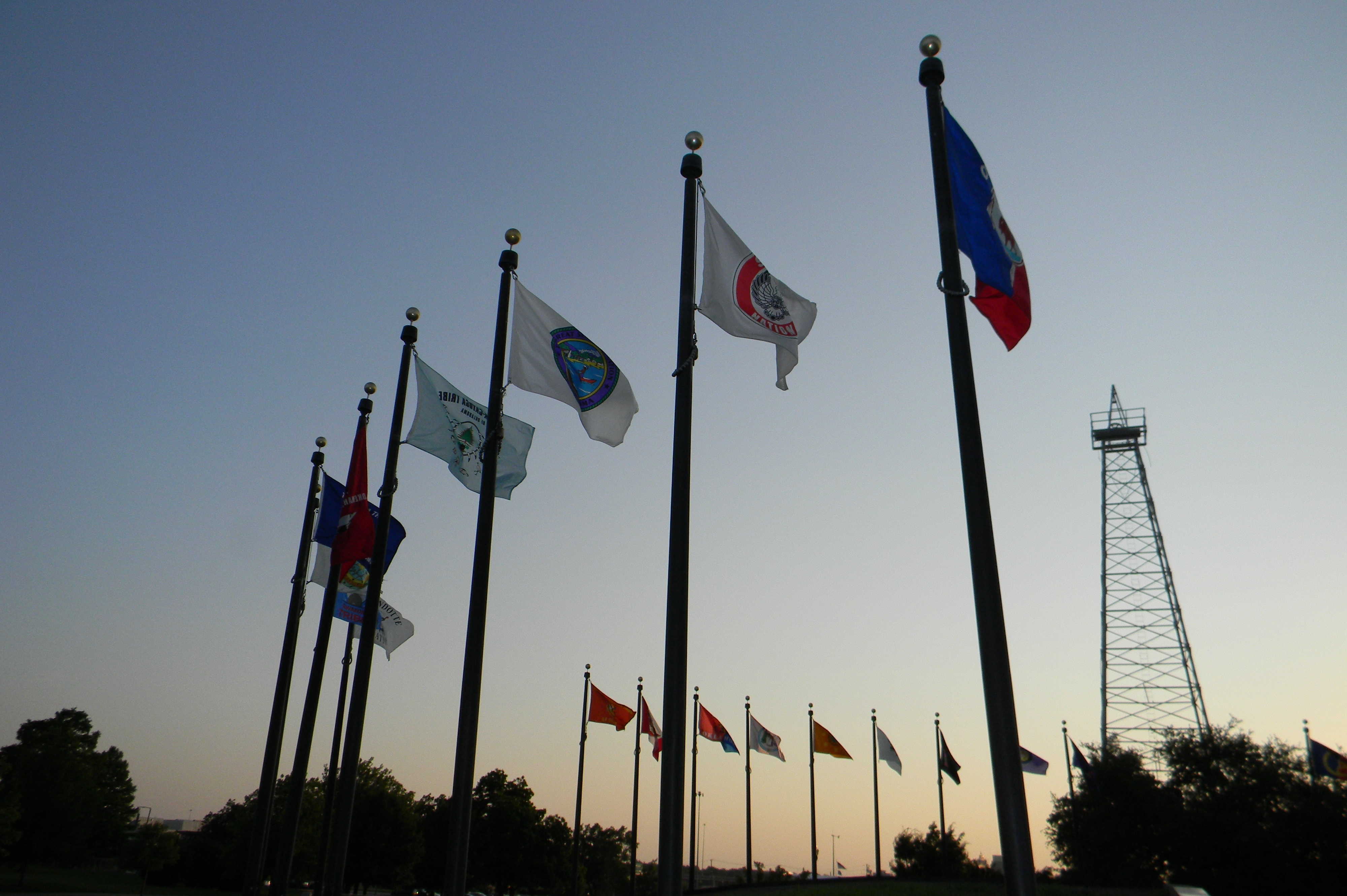